# Dendroseris berteriana
Dendroseris berteriana là một loài thực vật có hoa thuộc họ Asteraceae.
Nó chỉ được tìm thấy ở Chile.
Nó bị đe dọa do mất môi trường sống.